# Zwangsarbeiterlager Zeche Lothringen
Das Zwangsarbeiterlager der Zeche Lothringen wurde Anfang der 1940er Jahre im Bochumer Stadtteil Gerthe als Lager zur Unterbringung von Zwangsarbeitern errichtet. Die Baracken des Lagers wurden in der Nähe der Schachtanlage III errichtet, die Adresse ist heute Gewerkenstraße 10 c und 12.
Es ist eines von seinerzeit mehr als 100 Lagern der Zwangsarbeit allein auf Bochumer Stadtgebiet. Das heute noch in großen Teilen erhaltene Ensemble ist eines der wenigen noch vorhandenen Lager in Deutschland.

## Anlage

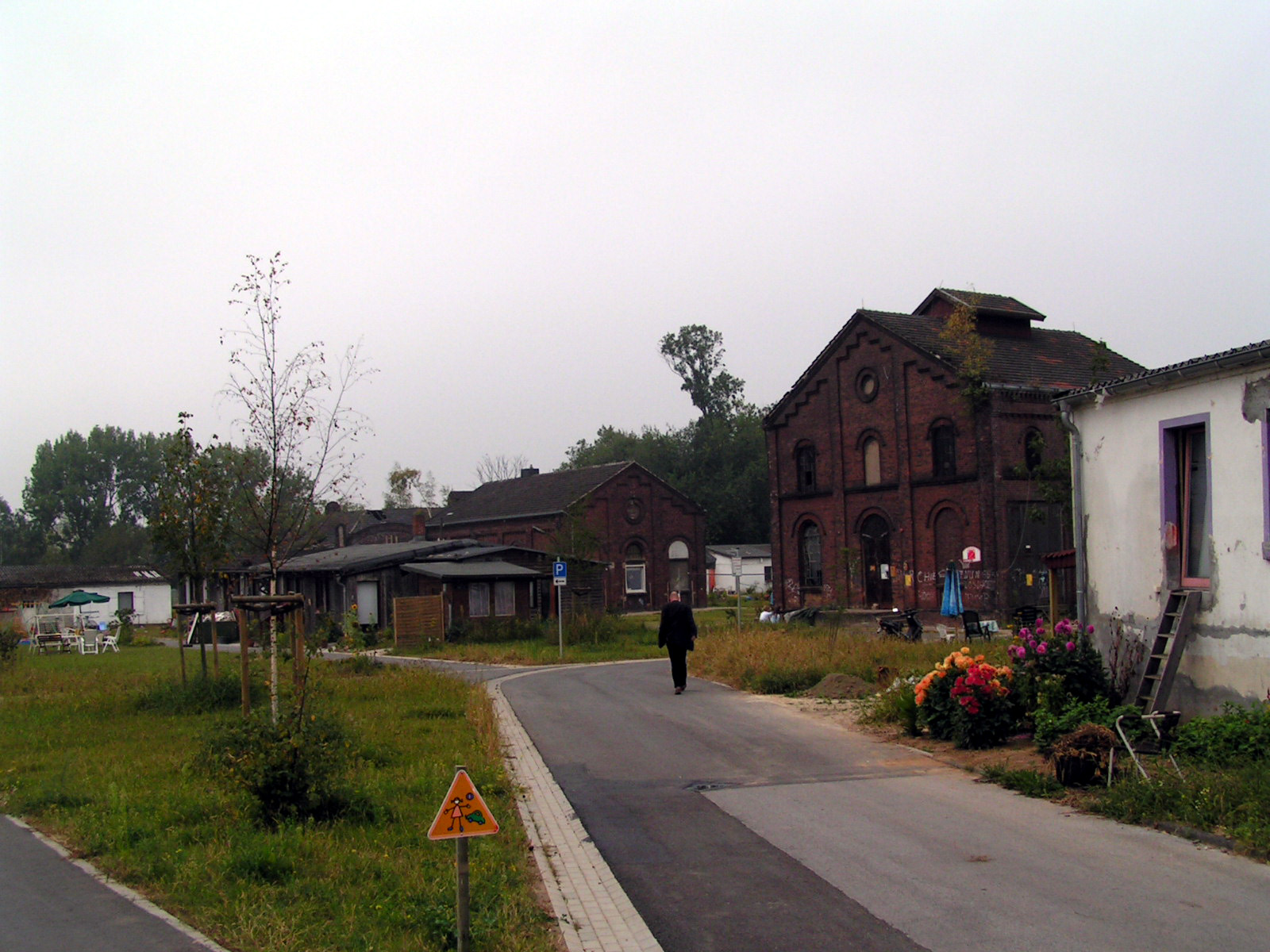
Eingangsbereich des ehemaligen Lagers, 2005

Das Lager befand sich im nordöstlichen Teil von Gerthe, unweit der Stadtgrenzen zu Castrop-Rauxel und Dortmund. Es liegt am Rande des Industriegebietes Dieselstraße.
Von den ehemals elf Baracken sind heute noch neun Bauten erhalten. Sie gruppieren sich um die vor dem Lagerbau vorhandenen Backsteinbauten, die früher als Elektrozentrale und Waschkaue genutzt wurden. Alle Baracken sind einstöckig und tragen ein Satteldach.
Die Bauten werden heute von Bewohnern des Vereins „Bewahren durch Beleben“ als Wohnungen genutzt. In der ehemaligen Elektrozentrale befindet sich heute ein kleines Museum zur Geschichte des Lagers.
Die Struktur des Lagers ist weitgehend erhalten und, trotz diverser Umbauten, noch gut erkennbar. Damit ist es neben dem Zwangsarbeiterlager Bergener Straße in Bochum, den Relikten des Lagers in Waltrop, dem Zwangsarbeiterlager Neuaubing in München und dem Dokumentationszentrum NS-Zwangsarbeit in Berlin-Niederschöneweide eines der wenigen bekannten erhaltenen Lager in Deutschland.

## Geschichte
Um den Mangel an Bergleuten in der durch den Krieg ausgedünnten Belegschaften zu begegnen, wurden zuerst Werbeaktionen in den besetzten Länder abgehalten. Seit 1942 wurde massiv auf sowjetische Kriegsgefangene zurückgegriffen, die meistens unter unmenschlichen Bedingungen auf den Gruben arbeiten mussten. Teilweise machten die Zwangsarbeiter 40 % der Belegschaft aus. Barackenlager waren für die Unterbringung der Zwangsarbeiter der Standard.
Im Bochumer Stadtgebiet wurden im Zweiten Weltkrieg mehr als hundert Lager für Kriegsgefangene und Zwangsarbeiter errichtet, die in der Montanindustrie zur Arbeit gezwungen wurden. Für den Bergbau wurden oft Personen aus dem Kohlerevier der Ukraine, dem Donezbecken, verschleppt.
Auf der Zeche Lothringen entstanden vier Lager, das Lager des Schachtes III wurde zwischen 1940 und 1941 gebaut. Im Sommer 1943 waren 100 „Ostarbeiter“ und 300 sowjetische Kriegsgefangene in dem Lager untergebracht. Wie viele Lager diente auch dieses nach dem Krieg als Notunterkunft für Ausgebombte und angeworbene Arbeiter für den Bergbau. Laut Bochumer Adressbuch waren unter der damaligen Adresse Gewerkenstraße 23 und 23a ca. 120 Personen untergebracht. Als die Zeche 1966 geschlossen wurde, dienten die zu Wohnungen umgebauten Baracken als Unterkunft für Gastarbeiter aus der Türkei, Italien und Griechenland.
Ein studentisches Wohnprojekt begann ab 1983, die Anlage, ohne Wissen um die Geschichte des Lagers, zu nutzen und umzubauen. Den öfters drohenden Abriss entging die Anlage im August 2005 endgültig durch den Eintrag in die Denkmalliste.

## Trivia
Die 1957 gedrehte Folge "Stahlnetz 05 – das Zwölfte Messer" spielt in einem fiktiven Bochumer Vorort "Lohsheim", unter anderem in einem "Barackenlager Kalmückenstraße" der "Zeche Roland III". Diese Ähnlichkeit zusammen mit diversen im Film genannten Informationen (Landwirtschaft in nächster Umgebung, Nähe zu Dortmund) lassen auf Gerthe als Vorbild schließen.